# Katalog
 For alternative betydninger, se Katalog (flertydig). (Se også artikler, som begynder med Katalog)
Et katalog (af græsk Κατάλογος 'liste, optælling, fortegnelse') er en sammenstillet fortegnelse eller liste over et indhold, fx et varekatalog.
I bibliotekssammenhæng bruges formen en katalog om fortegnelsen over tilgængelige materialer. Om kataloger tilgængelige på nettet anvendes betegnelsen OPAC (Online Public Access Catalogue). Et eksempel på det kan være Bibliotek.dk
Et katalog er også en anden betegnelse for et websted, som indeholder links til andre websteder på nettet – et såkaldt linkkatalog.